# Mistrzostwa Świata w Gimnastyce Artystycznej 1991
15. Mistrzostwa Świata w Gimnastyce Artystycznej odbyły się w dniach od 9 do 13 października 1991 roku w Pireusie. Zawody zdominowały Ukrainki, które zwyciężyły we wszystkich konkurencjach indywidualnych. Polski nie reprezentowały żadne gimnastyczki.

## Tabela medalowa
| Miejsce | Państwo        | Złoto | Srebro | Brąz | Razem |
| ------- | -------------- | ----- | ------ | ---- | ----- |
| 1       | Ukraina        | 5     | 2      | 2    | 9     |
| 2       | ZSRR           | 3     | 1      | 0    | 4     |
| 3       | Hiszpania      | 1     | 1      | 2    | 4     |
| 4       | Bułgaria       | 0     | 5      | 2    | 7     |
| 5       | Korea Północna | 0     | 0      | 2    | 2     |
| 6       | Włochy         | 0     | 0      | 1    | 1     |

## Medalistki
| Konkurencja:                  | Złoto:                | Srebro:               | Brąz:            |
| Układy indywidualne           |                       |                       |                  |
| wielobój indywidualnie        | Oksana Skaldina       | Aleksandra Timoczenko | Mila Marinowa    |
| wielobój drużynowo            | Hiszpania             | ZSRR                  | Korea Północna   |
| ćwiczenia ze skakanką         | Aleksandra Timoczenko | Kristina Szekerowa    | Oksana Skaldina  |
| ćwiczenia z obręczą           | Aleksandra Timoczenko | Mila Marinowa         | Oksana Skaldina  |
| ćwiczenia z piłką             | Aleksandra Timoczenko | Oksana Skaldino       | Mila Marinowa    |
| ćwiczenia z maczugami         | Aleksandra Timoczenko | Mila Marinova         | Samantha Ferrari |
| Drużynowe układy zbiorowe     |                       |                       |                  |
| wielobój                      | ZSRR                  | Bułgaria              | Hiszpania        |
| ćwiczenia z jednym przyrządem | ZSRR                  | Bułgaria              | Hiszpania        |
| ćwiczenia z dwoma przyrządami | ZSRR                  | Hiszpania             | Korea Północna   |